# Black Light Burns
Black Light Burns est un groupe américain de metal industriel, originaire de Los Angeles, en Californie. Il est formé sous l'impulsion de Wes Borland, guitariste de Limp Bizkit. Après une brève pause, le groupe se réunit en 2012 et publie son deuxième album, The Moment You Realize You're Going to Fall en août la même année. Le groupe publie ensuite un album-concept, Lotus Island, en janvier 2013.

## Historique

### Débuts (2001–2005)
Après s'être popularisé au sein de Limp Bizkit, Wes Borland quitte le groupe en 2001. Il était déjà membre de Big Dumb Face, un projet au sein duquel il était avec son frère Scott, pendant sa période à Limp Bizkit.
Après avoir échoué dans un autre projet musical, The Damning Well, en 2003, Borland commence à écrire de nouvelles chansons avec ses membres Danny Lohner et Josh Freese, avec la contribution de Josh Eustis et John Bates. C'est ainsi que nait Black Light Burns, qui est, à cette période, plus relaxant notamment. Borland revient à Limp Bizkit en été 2004, comme guitariste de tournée aux côtés de A Perfect Circle et Nine Inch Nails.

### DeCruel Melodyà la pause (2006–2011)
La première tournée de Black Light Burns s'effectue à la fin de 2006 avec From First to Last, pour lequel Borland jouait de la basse. Cette tournée verra Borland dans le rôle de chanteur et guitariste pour Black Light Burns. Black Light Burns publie son premier album, Cruel Melody, au printemps 2007. À sa première semaine de sortie, Cruel Melody compte 6 000 exemplaires vendus aux États-Unis. Borland explique qu'il est le seul membre constant de Black Light Burns, car les autres membres de studio se consacrent plus aux tournées du groupe. La formation initiale de Black Light Burns pour les tournées comprend Wes Borland (chant, guitare), Marshall Kilpatric (batterie ; ex-The Esoteric), Nick Annis (guitare ; ex-Open Hand, ex-Turn of the Screw), Sean Fetterman (basse ; ex-Turn of the Screw). La chanson Lie est le premier single de l'album, diffusé à la radio locale le 20 mars.
Borland annonce des dates de tournée pour mai 2007 avec Chevelle en avril. Le 13 juin 2007, Black Light Burns participe et jouent Lie à l'émission Last Call with Carson Daly. Entre la fin de 2007 et le début de 2008, Black Light Burns publie un album reprise intitulé Cover Your Heart and the Anvil Pants Odyssey qui comprend des remixes et des faces B de Cruel Melody, ainsi qu'un DVD du groupe sur scène. Le groupe y reprend PJ Harvey, The Jesus Lizard, Love and Rockets, The Swans, Fiona Apple, Lard, et le projet parallèle de Borland, Big Dumb Face. Devil Inside de INXS devait aussi paraitre sur l'album.
Black Light Burns tourne avec Combichrist en décembre 2008, et joue deux nouvelles chansons  I Want You to et How to Look Naked.
Black Light Burns entre en pause à cause du retour de Limp Bizkit. Borland se joint à Limp Bizkit au début de 2009.

### Derniers albums (depuis 2012)
Le 4 février 2012, Wes Borland annonce un nouvel album intitulé The Moment You Realize You're Going to Fall pour une sortie en octobre ou novembre la même année. Le 22 février 2012, ils signent un contrat avec Rocket Science Ventures/THC : Music/RED. Le 1er juin 2012, le premier single, Scream Hallelujah, est publié en même temps que la liste des titres, et la date de sortie annoncée pour le 14 août 2012. Le groupe publie un album-concept, Lotus Island, le 21 janvier 2013.

## Membres

### Membres actuels
- Wes Borland - chant, guitare, basse, claviers, programmation, production (depuis 2005)
- Nick Annis – guitare (depuis 2007)
- Dennis Sanders - basse (depuis 2008)
- Dylan Taylor - batterie (depuis 2012)

### Anciens membres
- Danny Lohner - guitare, basse, production, programmation (2005–2007)
- Josh Freese - batterie, percussions (2005–2007)
- Josh Eustis - claviers (2005–2007)
- Sean Fetterman - basse (2007–2008)
- Marshall Kilpatric - batterie (2007–2011)
- Joe Letz - batterie (brièvement en 2012)

## Discographie

### Singles
- 2007 : Lie
- 2007 : 4 Walls
- 2012 : How To Look Naked